# Henri Lavachery

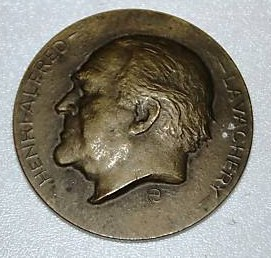
Medaille, um 1960; Porträt Lavacherys

Henri Alfred Auguste Ferdinand Lavachery (* 6. Mai 1885 in Lüttich; † 1. Dezember 1972 in Ukkel, Brüssel) war ein belgischer Altamerikanist und Ethnologe.
Lavachery gehörte ab 1951 der Académie royale als Vollmitglied an und war ab 1969 Vorstand der Abteilung Beaux-Arts.
1961 stiftete die Académie den „Prix Henri Lavachery“, der alle fünf Jahre für besondere Verdienste für Ethnologie vergeben wird.

## Leben
Henri Lavachery studierte Philologie und wurde 1908 an der Universität Brüssel promoviert. Nach kurzzeitiger Beschäftigung in der Industrie arbeitete er an den Königlichen Museen für Kunst und Geschichte in Brüssel. 1928 gründete er dort die Société des Américanistes de Belgique. Seit 1933 war er stellvertretender Kurator der Königlichen Museen, ab 1943 war er Kurator.
Unterstützt von Paul Rivet vom Musée d’Ethnographie du Trocadéro in Paris hatte er die Expedition zur Osterinsel organisiert, die vom 27. Juli 1934 bis 2. Januar 1935 unterwegs war. Geleitet wurde sie ursprünglich vom Franzosen Louis Charles Watelin, der allerdings vor Erreichen des Ziels auf Feuerland verstarb.
Dies war das erste Team von Archäologen, das wissenschaftlich-professionell auf der Osterinsel arbeitete. An dieser Expedition nahmen, neben anderen, auch Alfred Métraux teil, sowie ein chilenischer Arzt der sich vor allem mit den Leprakranken der Insel befassen sollte.
Scheinbar wurde aber nicht oder kaum gegraben, doch brachte man einen Moai heim und vor allem die Erkenntnis, dass es vor den zeitgenössischen Inselbewohnern mehr als eine andere Kultur gegeben haben müsse. Die Statue „Pou Hakanononga“ befindet sich im Königlichen Museum im Jubelpark.

## Veröffentlichungen (Auszug)
- Deux fragments de la statuaire monumentale des Mayas (192?)
- Les arts anciens d’Amérique au Musée archéologique de Madrid (1929)
- Enquête sur l’importance respective du marché intérieur et du marché extérieur pour l’industrie belge (1933)
- La mission Franco-Belge dans l’Île de Pâques (Juillet 1934 – Avril 1935) (1935)
- Contribution à l’étude de l’archéologie de l’île de Pitcairn (1936)
- Sculpteurs modernes de L’Île de Pâques (1937)
- Les pétroglyphes de l’île de Pâques (1939)
- Vie des Polynésiens (1946)
- Les Amériques avant Colomb (1946)
- Art précolombien (1947)
- Tombeau de Georges Marlow (1951)
- Hypothèse pour une évolution primitive des arts plastiques (1952)
- Statuaire de l’Afrique noire (1954)
- Les techniques de protection des biens culturels en cas de conflit armé (1954)